# Idiotropiscis lumnitzeri
Idiotropiscis lumnitzeri är en fiskart som beskrevs av Kuiter 2004. Idiotropiscis lumnitzeri ingår i släktet Idiotropiscis och familjen kantnålsfiskar. Inga underarter finns listade i Catalogue of Life.